# Isla Merambong
Isla Merambong (en malayo: Pulau Merambong) es una isla deshabitada ubicada en Johor, Malasia, justo al lado de la parte occidental de la frontera entre Malasia y Singapur. La isla está dominada por manglares.
La zona de Pulau Merambong se encuentra en el lecho de pasto marino más grande del país. 
A raíz de la decisión de la Corte Internacional de Justicia que dictaminó que la isla de Pedra Branca pertenecía a Singapur, en Malasia, las preocupaciones sobre la soberanía sobre Pulau Merambong fueron planteadas. Para aliviar la preocupación, se cita el Acuerdo del Estrecho y el Acuerdo de las aguas territoriales de Johor de 1927, que establece claramente la propiedad de la isla.